# Ince-Hall-Madonna

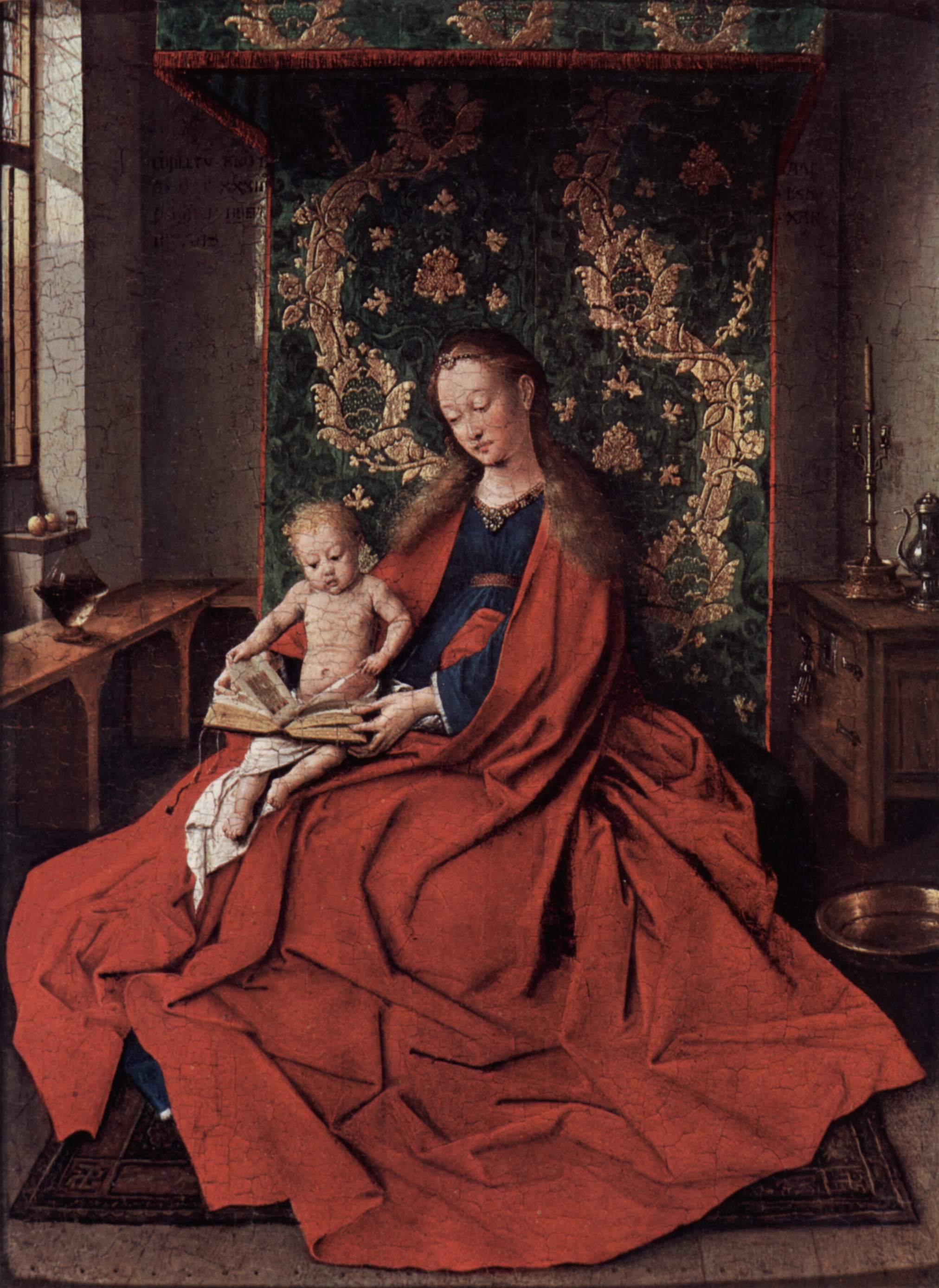
Die Ince-Hall-Madonna – sie gilt heute nicht mehr als Original oder als Kopie eines verloren gegangenen van-Eyck-Gemäldes

Die Lucca-Madonna von Jan van Eyck; Städel in Frankfurt a. M.

Die Ince-Hall-Madonna ist ein Tafelgemälde, das über lange Zeit Jan van Eyck zugeordnet wurde, weil es auf der Bildfläche eine Signatur Jan van Eycks trägt und mit dem Jahr 1433 datiert ist. Kunstgeschichtlich wird dieses Gemälde heute im Allgemeinen nicht mehr dem Werk van Eycks zugeordnet, sondern einem Jan-van-Eyck-Nachfolger. Es befindet sich heute in der Sammlung der National Gallery of Victoria in Melbourne, Australien.
Das Gemälde zeigt eine von einem prachtvollen Baldachin überkrönte Madonna, die auf ihrem Schoß den Christusknaben hält, der in einem Buch blättert. Die Madonna sitzt trotz des Baldachins nicht auf einem Thron, sondern scheint auf dem Boden zu hocken. Diese Darstellungsform wird von der Kunstgeschichte als widersprüchlich eingeordnet. Der Baldachin verweist auf die Darstellung einer Himmelskönigin hin; die Darstellungsform einer auf dem Boden hockenden Madonna dagegen auf eine Madonna humilitatis. Die räumliche Beziehung zwischen der Marienfigur und dem Christusknaben sowie dem sie umgebenden Mobiliar ist nur vage angedeutet und dem Bildaufbau fehlt die Tiefenausdehnung, wie Jan van Eyck seiner Lucca-Madonna oder Rolin-Madonna verleihen konnte.
Die Zweifel an der Urheberschaft Jan van Eycks wurden auch durch eine genauere Bilduntersuchung bestätigt; die Buchstabenform der Signatur entspricht nicht den Signaturen, wie man sie auf der Madonna des Kanonikus Joris van der Paele oder dem Marien-Triptychon der Dresdner Gemäldesammlung entsprechen. Die Signatur befindet sich außerdem auf der Bildfläche, während diese Madonnen von Jan van Eyck auf dem Rahmen signiert wurden. Als Erklärungsversuch erwogen einige Kunsthistoriker, dass nach dem Verlust des signierten Originalrahmens die Signatur nachträglich durch einen unbekannten Maler auf die Bildfläche übertragen wurde. Auch dies ist durch die genauere Untersuchung des Gemäldes nicht bestätigt: Die Signatur befindet sich direkt in der Malfläche. Wegen der Widersprüche in der Darstellungsweise gilt das Gemälde auch nicht mehr als die getreue Kopie eines mittlerweile verloren gegangenen Jan-van-Eyck-Originals. Die Kunstgeschichte vertritt heute eher die Auffassung, dass hier in Form eines Pasticcio ein Jan-van-Eyck-Nachfolger ein Gemälde schuf. Dabei orientierte er sich offensichtlich eng an der Lucca-Madonna.